# Arhopala roona
Arhopala roona är en fjärilsart som beskrevs av Moore 1884. Arhopala roona ingår i släktet Arhopala och familjen juvelvingar. Inga underarter finns listade i Catalogue of Life.